# Kieżmarskie Żłoby

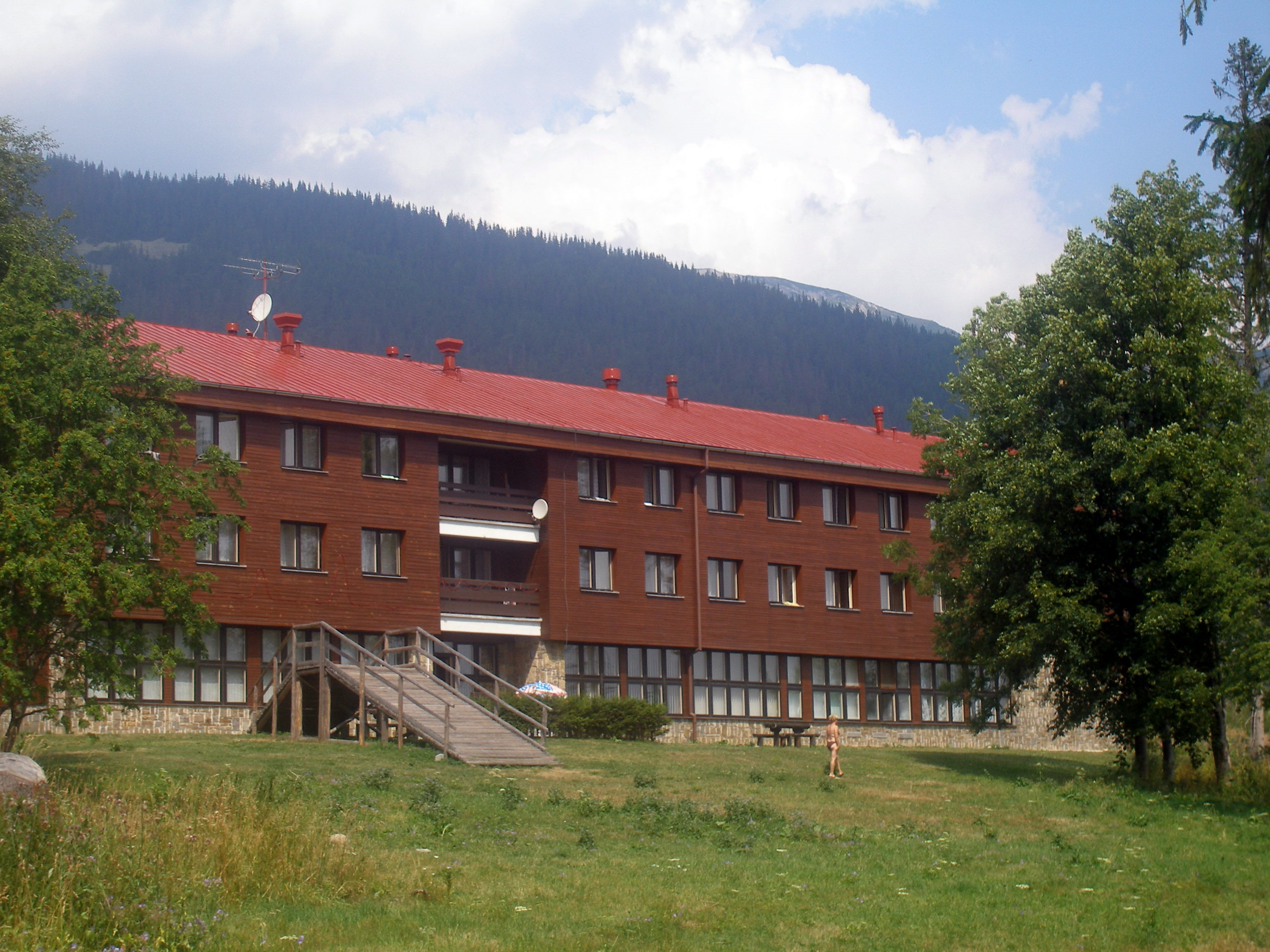
Ośrodek wypoczynkowy w Kieżmarskich Żłobach

Kieżmarskie Żłoby, w części literatury tatrzańskiej Kiezmarskie Żłoby (słow. Kežmarské Žľaby, niem. Kesmarker Tränke, węg. Késmárki Itató) – osiedle położone przy Drodze Wolności u wschodniego podnóża Tatr Wysokich. Administracyjnie należy ono do miasta Wysokie Tatry.
Osada znajduje się przy wylocie walnej Doliny Kieżmarskiej, pomiędzy Tatrzańską Kotliną a Matlarami, na wysokości ok. 908–915 m n.p.m. Miejscowość położona jest wśród Wielkiego Lasu Kieżmarskiego, znajdują się tu leśniczówka, dom wypoczynkowy dla młodzieży szkolnej, domy pracowników TANAP-u oraz przystanek autobusowy.
Pierwsze budynki powstały tu pod koniec XIX wieku: w 1885 r. wybudowana została leśniczówka miasta Kieżmark, w 1888 dom kieżmarskiego Towarzystwa Strzeleckiego, następnie inne zabudowania. Osiedle ucierpiało w wyniku pożaru w 1933 r.
Nazwa miejscowości pochodzi od poideł (żłobów) dla koni i bydła, które znajdowały się przy tutejszej gospodzie. Inne, mniej rozpowszechnione nazwy to Kieżmarska Gospoda, Kieżmarskie Napoje i Kieżmarskie Żleby. Wielka encyklopedia tatrzańska Zofii i Witolda Henryka Paryskich podaje nazwę "Kiezmarskie Żłoby" przez "z" oraz nazwę miasta "Kiezmark".

## Szlaki turystyczne
– od Drogi Wolności ku północy odchodzi niebieski szlak, zwany Zbójnickim Chodnikiem i prowadzący przez Las Kieżmarski do Tatrzańskiej Kotliny. Czas przejścia: 1:35 h, z powrotem 1:20 h
  – nieco na południe od osady, na przystanku i parkingu Biała Woda rozpoczyna się żółty szlak, wiodący dnem Doliny Kieżmarskiej przez Zbójnicką i Rzeżuchową Polanę do Doliny Zielonej Kieżmarskiej. Czas przejścia do schroniska nad Zielonym Stawem: 3:30 h, ↓ 3:10 h